# Metilxantina
Las metilxantinas son un grupo de alcaloides estimulantes del sistema nervioso central (SNC), las cuales son la teofilina (té), la teobromina (cacao, chocolate) y la cafeína (café).
Alrededor de la mitad de la población de todo el mundo consume estos alcaloides diariamente. Este grupo comparte una estructura especial relacionada con el ácido úrico.
La cafeína es 1,3,7- trimetilxantina, la teofilina es 1,3- dimetilxantina y la teobromina es 3,7-dimetilxantina. Las metilxantinas tienen escasa solubilidad, la cual se intensifica por la formación de complejos (1:1) con diversos compuestos. 
Las metilxantinas comparten algunas acciones farmacológicas de interés terapéutico, tales como la relajación del músculo liso (bronquios principalmente), son estimulantes del SNC así como del músculo cardiaco. Sobre los riñones tienen un efecto diurético.